# おりひめバス

おりひめバスの車両
ノンステップバス（日野・ポンチョ）

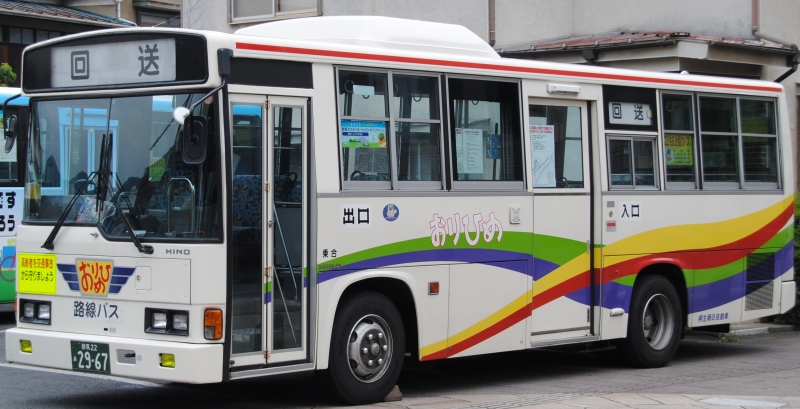
おりひめバスの車両
（日野・レインボーRJ）

おりひめバスは、群馬県桐生市が運行するコミュニティバスの愛称である。桐生朝日自動車に運行を委託している。

## 概要
桐生市のうち、新里町と黒保根町を除く地区で運行される。新里町には「新里町デマンドタクシー」が、黒保根町には「黒保根町デマンドタクシー」が運行されている。主に桐生駅（中央西地区）と新桐生駅（桜木地区）を起点として、群馬大学（中央東地区）・厚生病院（中央南地区）・境野町・広沢町・梅田町・相生町・川内町・菱町の各地区を結ぶ。

## 沿革
桐生市内には東武鉄道直営時代の東武バスの路線バスが運行されていたが、1992年（平成4年）4月に梅田町と川内町を走る路線が廃止された。それに伴い、廃止代替として2路線の設定を行い、桐生ハイヤーセンター（現：桐生朝日自動車）に運行を委託した。運行開始当初は桐生ハイヤーセンターの頭文字から「KHCバス」と呼ばれていたが、1994年（平成6年）12月に公募により「おりひめバス」の愛称が付けられた。
- 1992年（平成4年）
  - 4月：東武鉄道（当時）のバス路線が廃止。
  - 12月：廃止代替として2路線の設定を行い、桐生ハイヤーセンターに運行を委託する。
- 1995年（平成7年）：梅田線と境野線が統合、梅田 - 境野線となる。川内線と広沢線が統合、川内線 - 広沢線となる。
- 1996年（平成8年）：新桐生線（新桐生 - 桐生女子高線）を新設。
- 1996年3月31日：東武バス桐生出張所が閉所。
- 1999年（平成11年）1月：桐生ハイヤーセンターが桐生朝日自動車を分社化、桐生朝日自動車へ運行が移管される。
- 2008年（平成20年）4月1日：路線再編。
  - 梅田 - 境野線、川内 - 広沢線、名久木 - 梅田線、新桐生 - 上菱線、岡ノ上 - 桐生女子高線を分割再編し、梅田線、川内線、広沢線、境野線を新設。
  - 菱線と相生線の経路を一部変更。
  - 桐生駅 - 新桐生駅線を新設。
- 2009年（平成21年）4月1日：路線再編。
  - 梅田線と川内線の一部にフリー降車区間を設定。
  - 桐生駅 - 新桐生駅線を廃止。
- 2010年（平成22年）10月1日：小型ノンステップバス1両（日野・ポンチョ）を初導入。以後、平成26年までに毎年1両ずつ導入（平成26年はCNG車）。
- 2015年（平成27年）4月1日：広沢線の岡の上団地系統を廃止。予約制乗合タクシー実証実験を開始。
- 2016年（平成28年）4月1日：予約制おりひめ「岡の上線」本格運行開始。予約制おりひめ「宮本線」実証実験運行開始[3]。
- 2021年（令和3年）4月1日：路線再編[4]。
  - 「中央幹線市役所系統」、「中央幹線群大系統」、「川内線幹線」、「川内線支線」、「相生線幹線」、「相生線環状線左回り」新設。川内線支線・境野線・菱線に曜日ダイヤ導入。
  - 予約制おりひめ「小友川線」、「相生線環状線右回り」、「吾妻山線」新設。
- 2022年（令和4年）3月1日：相生線再編[5]。
  - 相生線幹線を「相生線」に改称し、清桜高校前・桐生球場前駅西経由追加。
  - 予約制おりひめ「相生北線」、「相生南線」新設。

## 運賃・乗車券類
- 中学生以上：200円
- 小学生以下：市内小学生以下無料、市外小学生以下100円
- 回数券、通勤・通学定期券、敬老フリーパス券を発売。

その他割引制度あり。
- おりひめバス全路線を自由乗降できる「1日フリー乗車券」が、大人（中学生以上）500円、市外小学生250円で販売されている。
- また、東武鉄道が発売する企画乗車券『ふらっと両毛 東武フリーパス』でも、おりひめバスの全路線が自由乗降できる。

## 運転系統

### 中央幹線
- 1 ■中央幹線
  - 市役所系統：桐生駅北口 - 厚生病院 - ヤオコー相生店 - 新桐生駅（ - 東邦病院）
  - 群大系統：新桐生駅 - 桜木町 - 厚生病院前 - 桐生駅北口 - 本町三丁目 - 群馬大学桐生正門前 - R高校前

### 梅田線
- 2 ■梅田線
  - 桐生駅北口 - 本町三丁目 - 群馬大学桐生正門前 - R高校前 - 梅田中学校前 - 上菱団地 - 二渡神社前
  - 桐生駅北口 - 本町三丁目 - 群馬大学桐生正門前 - R高校前 - 梅田中学校前 - 二渡神社入口 - 梅田ふるさとセンター前

### 川内線
- 3 ■川内線
  - 川内線幹線：桐生駅北口 - 丸山下 - 小倉会館前 - （自然観察の森） - 川内小学校前 - （四丁目集会所前） - 川内中学校前 - 旧川北小前 - （名久木） - 吹上
  - 川内線支線（月・水・金・日）：（ヤオコー相生店 - ）相老駅 - 清桜高校前 - 川内公民館入口 - 旧川北小前 - 名久木 - 吹上
  - 川内線支線（火・木・土）：（ヤオコー相生店 - ）相老駅 - 清桜高校前 - 四丁目集会所前 - 川内公民館入口 - 自然観察の森

### 広沢線
- 4 ■広沢線
  - （桐生駅北口 - 厚生病院 - ヤオコー相生店 - ）新桐生駅 - 桜木中学校入口 - 広沢中学校裏 - ユートピア広沢

### 境野線
- 5 ■境野線
  - （月・水・金・日）：桐生駅北口 - 厚生病院 - 新宿一丁目 - 総合福祉センター前 - 境野公民館前 - ユートピア広沢
  - （火・木・土）：桐生駅北口 - 厚生病院 - 三吉町 - 総合福祉センター前 - 境野公民館前 - ユートピア広沢

### 菱線
- 6 ■菱線
  - （月・水・金・日）：桐生駅北口 - 本町三丁目 - 東三丁目団地前 - 桐陽台団地南 - 東三丁目団地前 - 本町三丁目 - 桐生駅北口 - 桐生スケートセンター - 城の岡団地 - 桐生スケートセンター - 桐生駅北口
  - （月・水・金・日）：桐生駅北口 - 本町三丁目 - 群馬大学桐生東門前 - 桐陽台団地南 - 群馬大学桐生東門前 - 本町三丁目 - 桐生駅北口 - 桐生スケートセンター - 城の岡団地 - 桐生スケートセンター - 桐生駅北口
  - （火・木・土）桐陽台・城の岡：桐生駅北口 - 本町三丁目 - 桐陽台団地入口 - 本町三丁目 - 桐生駅北口 - 桐生スケートセンター - 城の岡団地 - 桐生スケートセンター - 桐生駅北口
  - （火・木・土）左回り・右回り：桐生駅北口 - 厚生病院 - 浜松町 - 群馬大学桐生東門前 - 東三丁目団地前 - 本町三丁目 - 桐生駅北口（→方向は左回り、←方向は右回り）

### 相生線
- 7 ■相生線
  - 桐生駅北口 - 厚生病院 - 足仲団地 - ヤオコー相生店西 - 相老駅 - 清桜高校前 - 桐生球場前駅西 - さくらもーる

### 予約制おりひめ
- 8 ■岡の上線（予約制）
  - ヤオコー相生店 - 新桐生駅裏 - 新桐生駅 - 広沢町二丁目 - 旧桐生南高校入口 - 岡の上団地 - 桜木公民館前 - 一木口 - 広沢町四丁目 - 総合福祉センター

- 9 ■吾妻山線（予約制）
  - 八坂神社北 - 遊園地入口 - 西公民館前 - 桐生駅北口 - 元宿町 - 堤町一丁目 - 堤パーク - 丸山下駅 - 青葉台上

- 10 ■小友川線（予約制）
  - 菱公民館前 - 桐陽台団地南 - 風穴 - 米沢 - 松宮 - 境野公民館前 - 総合福祉センター - 宿の島橋南 - 城の岡団地

- 11 ■相生北線・相生南線（予約制）
  - 相生北線：さくらもーる - 相生公民館北 - 裁判所前 - 相老駅 - 富士山下駅入口 - ヤオコー相生店
  - 相生南線：さくらもーる - 天沼会館前 - 相老駅 - 阿左美沼北 - ヤオコー相生店

## 車両
運行開始当初は日野・レインボーRBを使用していたが、経年廃車となり代替され、日野・リエッセ、日野・レインボーRJ、日野・レインボーHR、日野・ポンチョ、いすゞ・エルガミオを使用している。
かつては、全車おりひめバスとしての専用デザインが施されていたが、2020年代に入った頃より、運行事業者の親会社である朝日自動車の一般乗合バス車両で用いられているデザインと同一の車両も使われるようになっている。